# Andriy Serdinov
Andriy Serdinov (Ucrania, 17 de noviembre de 1982) es un nadador ucraniano especializado en pruebas de estilo mariposa, donde consiguió ser medallista de bronce olímpico en 2004 en los 100 metros.

## Carrera deportiva
En los Juegos Olímpicos de Atenas 2004 ganó la medalla de bronce en los 100 metros estilo mariposa, con un tiempo de 51.36 segundos que fue récord de Europa, tras los estadounidenses Michael Phelps y Ian Crocker.